# Otraleus hypsimelathrus
Otraleus hypsimelathrus är en insektsart som beskrevs av Günther 1935. Otraleus hypsimelathrus ingår i släktet Otraleus och familjen Diapheromeridae. Inga underarter finns listade i Catalogue of Life.